# Kasteel van Coevorden
Het Kasteel van Coevorden is een rijksmonument in de Drentse plaats Coevorden.

## Oorsprong
In zijn oudste vorm was het kasteel een motte met een houten toren die werd omgeven door grachten en houten muren. Hier kon men zich terugtrekken bij dreigend gevaar.

## Geschiedenis

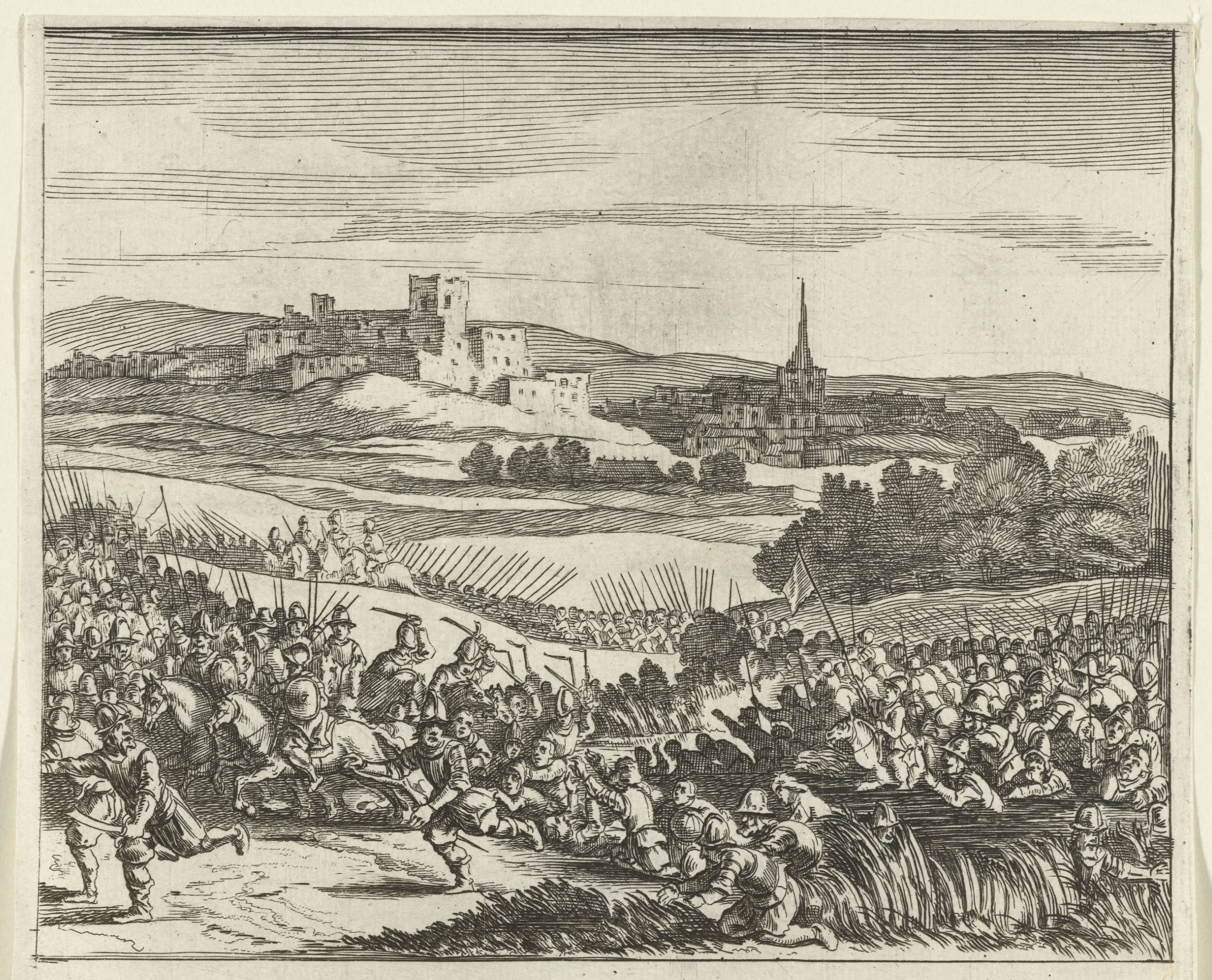
Slag bij Ane 1227 Ets van anonieme hand (1662-1664)
In de achtergrond de grote burcht uit de middeleeuwen

Het kasteel kent een roerige geschiedenis. Vanwege de ligging in een moerasgebied op doorgangsroutes, met name die tussen hanzesteden Münster en Groningen, en vanwege de lucratieve tolrechten, was de vesting van groot strategisch belang. Het bezit ervan wisselde vele malen, wat vaak met geweld gepaard ging. Het kasteel was onder andere inzet bij de Slag bij Ane in 1227 en bij het Beleg van Coevorden (1592). Het kasteel werd meermalen geplunderd, vernietigd en herbouwd. In 1402 herbouwde bisschop Frederik van Blankenheim het kasteel.

## Burggraven
Van de twaalfde tot de vijftiende eeuw werd de burcht bewoond door de burggraven van Coevorden. De kastelein van het kasteel was tevens de drost van de Landschap Drente. In 1522 werd het kasteel door de Hertog Karel van Gelre verbouwd en kreeg het vermoedelijk de grote vierkante vorm die we in schetsen van latere datum terugzien. Ook deze grote burcht is nadien grotendeels vervallen. De ruïnes die resteerden zijn, overigens niet zonder slag of stoot, in 1967-1972 gerestaureerd tot hun huidige staat.

## Moderne tijd
In 1938 heeft de gemeente Coevorden het kasteel aangekocht, waarna in 1968 gestart werd met de restauratie. Bij een restauratie in 2010 werd de rode verf verwijderd. Het kasteel heeft sinds 1965 de beschermde status van Rijksmonument.

## Replica
In het Canadese Vancouver stond een replica van het kasteel. De replica is gebouwd ter gelegenheid van het honderdjarig bestaan van Vancouver en de Expo '86. Het kasteel is daar op 80% van de ware grootte neergezet, als cadeau van de Coevordense bevolking. Coevorden heeft een bijzondere band met Vancouver vanwege de Britse marineofficier George Vancouver, die onder James Cook in 1792 de westkust van Canada (Brits-Columbia) verkende. Hij gaf zijn naam aan het eiland voor de kust, Vancouver Island. Het zich door de 'goldrush' ontwikkelende Granville Island kreeg in de 1886 de naam Vancouver. De voorouders van George Vancouver kwamen uit Coevorden en heetten daar Van Coeverden (Van Coevorden). Van Coevorden is uiteindelijk via Vancoeverden en Vancoever verbasterd naar Vancouver. De replica is verhuisd naar het attractiepark Fantasy Gardens in Richmond. Dit is een voorstad van Vancouver.

## Afbeeldingen

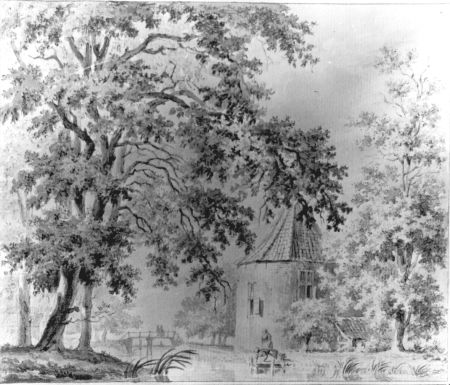
Augustijn Claterbos (1754-1822).
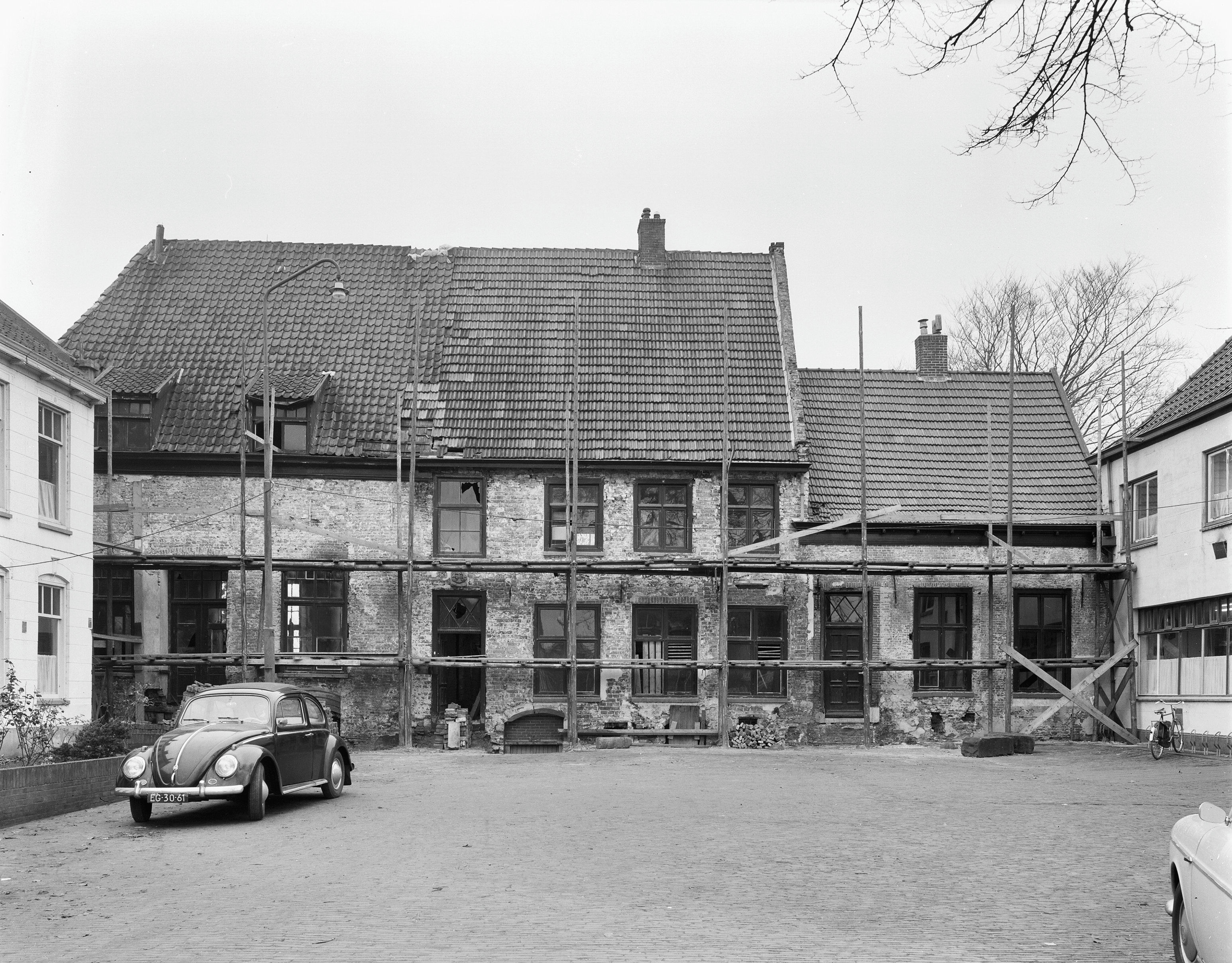
Het kasteel in vervallen staat in 1958.
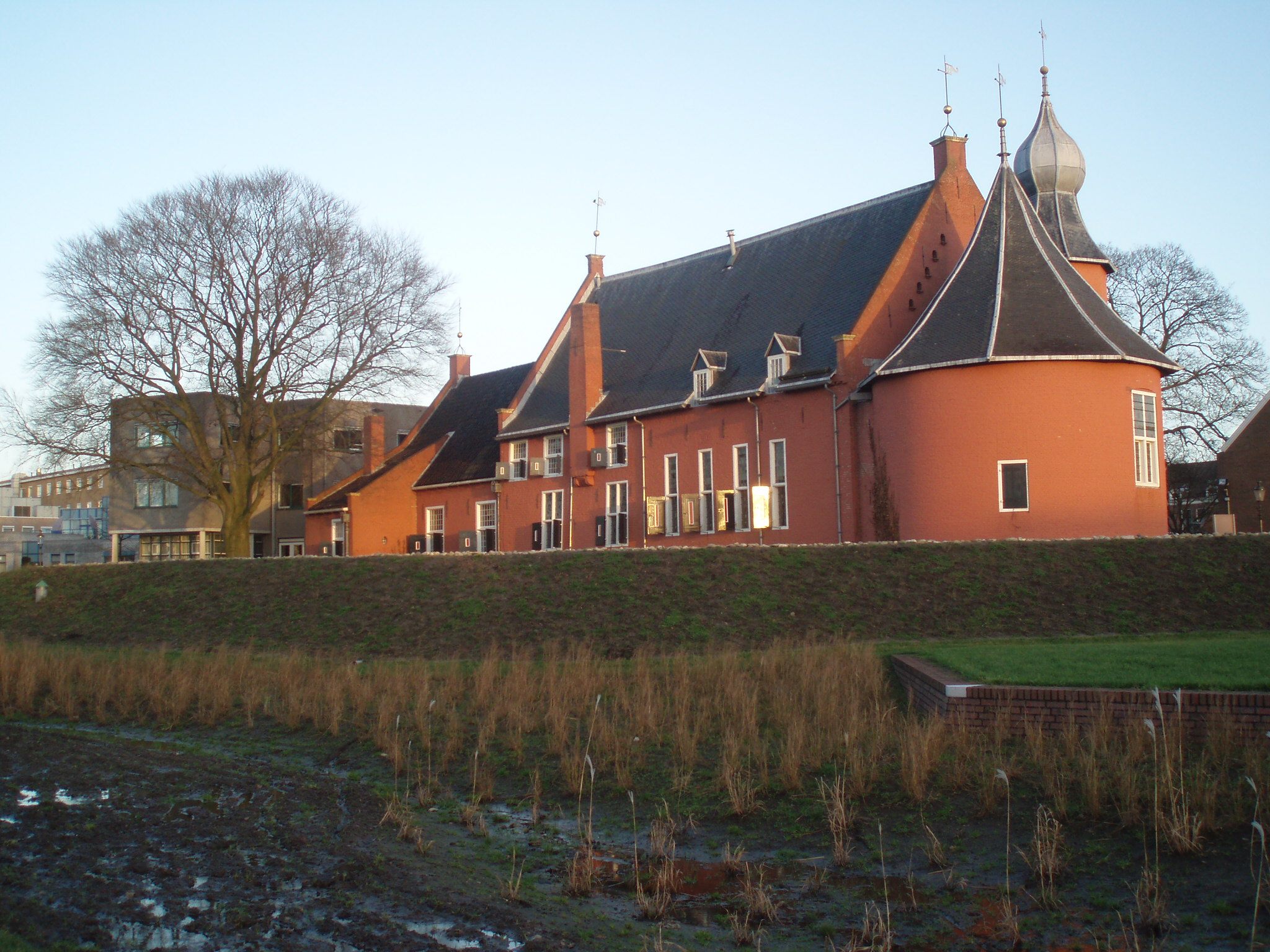
Achterzijde in 2008.
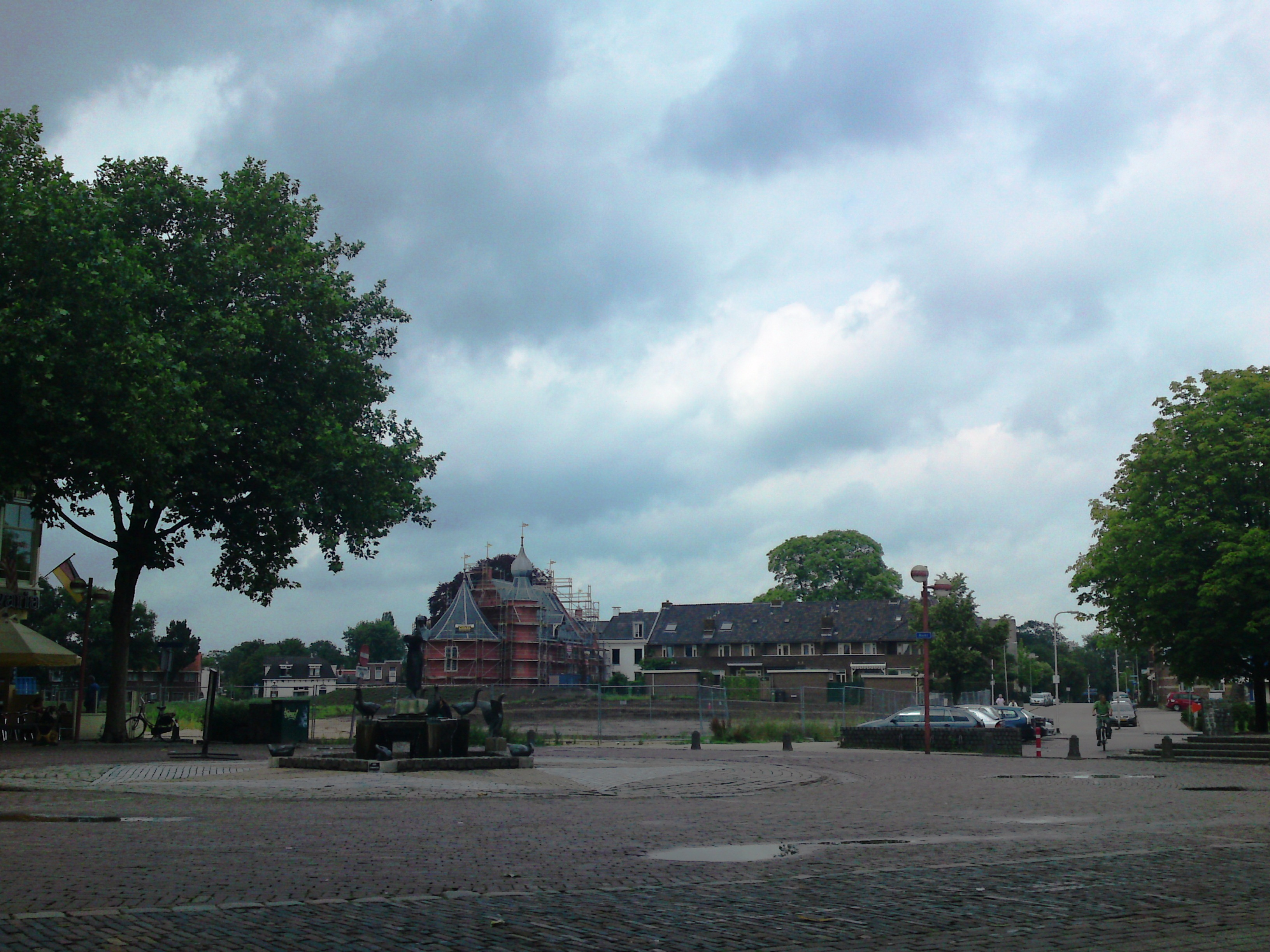
Gezien vanaf de markt. Goed te zien is dat het kasteel op een heuvel ligt.

## Trivia
- Het kasteel op de vlag van Drenthe staat symbool voor het kasteel bij Coevorden.
- Het is het enige kasteel dat Drenthe rijk is.

Huis te Ansen · Batinge · Ter Borch · Huis ten Clooster · Kasteel van Coevorden · Dunningen · Huis te Echten · Entinge · Huis ter Hansouwe · Havixhorst · De Kinkhorst · De Klencke · Laarwoud · Lemferdinge · Mensinga · Mensinge · Oldengaerde · Oldenhave · Overcinge · Huis te Peize · Rheebruggen · Huis te Westervelde · Vledderinge · Westrup · Wittesheuvel